# Дърамска катедрала
Дърамска катедрала (на английски: Durham Cathedral) в град Дърам, Англия е седалището на англиканския епископ на Дърам.
Епископията датира от 995 г., а катедралата е основана през 1093 г. Катедралата е считана за един от най-прекрасните примери на норманска архитектура (под това име е известен стилът Романска архитектура в Англия) и е определена за обект от световното културно наследство от ЮНЕСКО, заедно с близкия Дърамски замък, който е срещу нея от другата страна на Палас Грийн.
Катедралата е заменила „Бялата църква“ от 10 век, която е била построена като част от манастирските обитания, включващи светилището на св. Кътбърт от Линдисфарн. Съкровищата на катедралата включват мощи на св. Кътбърт, главата на св. Осуалд Нортъмбрийски и останки на Беда Достопочтени.
Дърамската катедрала е разположена на стратегическо място на издаденост високо на р. Уиър. От 1080 г. до 19 век епископията има власт на палатински епископ, имащ военно, както и религиозно водачество и власт. Дърамският замък е построен като резиденция за Дърамския епископ. Постът на Дърамски епископ е четвъртият най-важен в йерархията на Англиканската църква и той застава от дясната страна на монарха при коронации. Пътепоказатели за съвременното графство Дърам са с малко претенциозни подзаглавия „Земя на принцовете-епископи“.
В катедралата има дневни служби от Англиканската църква, като Хорът на Дърамската катедрала пее всекидневно, с изключение на понеделниците и когато хорът е в отпуск. Катедралата е голяма туристическа атракция в региона, централната кула е висока 66 м и дава гледка на Дърам и околната област.

## История

### Саксонска
Дърамската епархия произлиза от епархията на Линдисфарн, основана от св. Ейдан ок. 635 г. по заръка на Осуалд Нортъмбрийски. Епархията съществува до 664 г., когато е прехвърлена към Йорк. През 674 г. е възстановена в Линдисфарн от епископа на Кентърбъри. Общността на Линдисфарнския манастир дава мнозина светци. От които св. Кътбърт, който е епископ на Линдисфарн от 685 г. до смъртта си през 687 г. на остров Фарн, е централен за развитието на Дърамската катедрала.
След продължителни викингски набези монасите бягат от Линдисфарн през 875 г., носейки мощите на св. Кътбърт с тях. Линдисфарнската епархия е в странстване до 882 г., когато общността е възстановена в Честър-ле-Стрийт. Тук е седалището на епархията до 995 г., когато нови набези отново карат монасите да се преместят с мощите. Според местна легенда монасите последвали две девойки, които търсели кафява крава, и били доведени до полуостров, образуван от примка на река Уиър. В тази точка ковчегът на св. Кътбърт не можел да се премести. Това било прието като знак, че новото светилище трябва да се построи тук. По-прозаично обяснение за избора на полуострова е неговата високо отбраняема позиция и че общност, установена тук би се ползвала със защитата на графа на Нортъмбърланд, тъй като епископът от онова време, Алдхун, имал силни семейни връзки с графовете. Улицата, водеща от Дъ Бейли покрай източните кули на катедралата до Палас Грийн се нарича Дан Кау Лейн (Dun Cow Lane, „Улица на кафявата крава“).
Първоначално била построена много проста постройка от местен дървен материал, за да подслони мощите на св. Кътбърт. Светилището тогава било пренесено в по-здрава, вероятно дървена сграда, наречена Бялата църква, която била заменена през 998 г. от каменна сграда, също известна като Бялата църква, която била довършена, с изключение на кулата си, до 1018 г. Дърам скоро станал цел за поклонничество, насърчено от растящия по популярност култ към св. Кътбърт. Крал Канут е един от ранните поклонници и дава много привилегии и земя на общността в Дърам. Отбраняемото местоположение, потокът на пари от поклонниците и властта, въплътена в църквата в Дърам осигурили оформянето на градче около нея, първоначалното ядро на съвременния град.

### Норманска
Съвременната катедрала е проектирана и построена при Уилям от Сейнт Карилеф (или Уилям от Кале), който е назначен като първи принц-епископ през 1080 г. от Уилям Завоевателя. Оттогава има много добавки и реконструкции на някои части от сградата, но по-голямата част от нея остава вярна на норманския план. Строителството на катедралата започва през 1093 г. в източния край. Вътрешната част на църквата пред олтара е построена до 1096 г., стените на главния кораб на църквата (неф) са довършени през 1128 г., а високия свод през 1135 г. Чаптър Хаус (където се събирал катедралния съвет), съборена през 18 в., е била построена между 1133 и 1140 г. Уилям умира през 1099 г. преди завършването на сградата, оставяйки отговорността на наследника си Ранулф Фламбард, който също построява Фламуел Бридж, първият мост на р. Уиър. Епископите Уилям от Сейнт Карилеф, Ранулф Фламбард и Хю де Пюизе са погребани във възстановената Чаптър Хаус.
През 1170-те години епископ Хю де Пюизе, след фал-старт в източния край, където слягане и пропукване попречват на продължаването на работата, добавя Галилейския параклис в западния край на катедралата. Сградата с пет странични кораба заема позицията на покрита галерия, тя е функционирала като Дамски параклис и Голямата западна порта е била преградена през средновековния период от олтар на Дева Мария. Портата сега е преградена от гробницата на епископ Лангли. Галилейският параклис съдържа останките на Беда Достопочтени. Основният вход на катедралата е от северната страна, с поглед към замъка.
През 1228 г. от Солсбъри, където се строяла нова готическа катедрала идва Ричард ле Пуур. По това време източния край на катедралата спешно се нуждаел от ремонт и предложеното източно разширение се било провалило. Ричард ле Пуур наел архитекта Ричард Фарнхам да проектира източен терминал за сградата, в който много монаси да могат да произнесат дневната служба едновременно. В резултата е построен Параклисът на Деветте олтара. Кулите също датират от ранния 13 век, но централната кула била повредена от светкавица и подменена на два етапа през 15 век от майсторите зидари Томас Бартън и Джон Бел.
Светилището на св. Кътбърт било разположено в източни издаден край на катедралата. Местоположението на вътрешната врата на апсидата е маркирано на паважа и гробницата на св. Кътбърт е покрита от проста плоча. Един незнаен монах е написал през 1593 г.:
[Светилището] „било оценено като едно от най-пищните в цяла Англия, толкова големи били даровете и скъпоценностите, които му били дадени и безкрай чудесата, които били извършени в него, дори в тези последни дни.“ – Rites of Durham 

### Разпускане
Гробницата на Кътбърт е унищожена по заповед на Хенри VIII през 1538 г. като част от кампанията по Разпускането на манастирите, а богатството на манастира предадено на краля. Тялото на светеца е ексхумирано и според Ритуали на Дърам е било открито нетленно. Препогребано е под обикновена каменна плоча, но древният паваж около него е непокътнат, изтрит от коленете на поклонници. Две години по-късно, на 31 декември 1540 г., Бенедиктинският манастир в Дърам е разтурен и последният игумен на Дърам – Хю Уайтхед – става първият декан на светското управително тяло на катедралата.

### 17 век
След битката при Дънбар на 3 септември 1650 г. Дърамската катедрала е използвана от Оливър Кромуел като временен затвор за шотландски военнопленници. Оценява се, че около 3000 души са били затворени, от които 1700 са починали в самата катедрала, където са държани в нечовешки условия, в голяма степен без храна, вода или топлина. Затворниците унищожават много от дърворезбата на катедралата за огън, с изключение на часовника на игумен Кастел, който е включвал шотландския бодил и е бил пощаден. Затворниците са погребани в неозначени гробове. Оцелелите са откарани в Северна Америка за робски труд.
През 1946 г. по време на работа за инсталиране на нова система за централно отопление на университета е открит масов гроб на шотландски войници. През 1993 г. Шотландската асоциация за мемориали обсъжда изграждането на мемориал за войниците, но до решение не се стига. Към края на 2007 г. е започната кампания за възпоменание на Дънбарските мъченци. Сред целите на участниците е да се даде християнска благословия на умрелите и мемориал при катедралата. Ексхумация на останките и препогребване в Шотландия също се обмислят.
Епископ Джон Косин, който преди това е бил каноник на катедралата, се заема с поправяне на щетите и снабдяване с нова мебелировка. Добавен е дървен параван за органа на мястото на каменен, който е бил махнат през 16 век. На мястото на старата столова деканът Джон Съдбъри основава библиотека, която съдържа стари печатни книги.

### 1700 – 1900
През 18 век Дърамските декани често заемат друг пост в Южна Англия и след като прекарват уставното време в резиденцията отпътуват, за да се занимават с делата си. Вследствие на това след премебелирането, предприето от Косин има малко възстановяване или ново строителство. Когато е започната отново работа върху сградата, тя е от твърде несимпатичен характер. През 1773 г. архитектът Джордж Никълсън след завършването на Пребендския мост над р. Уиър убеждава декана и съвета да му позволят да изглади много от външното каменоделство на катедралата, като по този начин значително променя характера ѝ.
Архитектът Джеймс Уаят значително добавя към унищожението като разрушава половината Чаптър Хаус, променя много от източното каменоделство и вгражда голям розов прозорец, който би трябвало да е верен на такъв, който бил там през 13 век. Уаят също планирал да събори Галилейския параклис, но деканът Джон Корнуолис се връща и го предотвратява точно когато оловото било откъртвано от покрива.
Реставрацията на катедралната кула през 1854 – 1859 г. е направена от архитекта сър Джордж Гилбърт Скот, работещ с Едуард Робърт Робсън, който продължава да работи като архитект на катедралата още шест години и е поставена статуя на Уилям ван Милдърт, последен принц-епископ (1826 – 1836), който играе водеща роля за основаването на Дърамския университет.

### 20 – 21 век
Днес катедралата остава седалището на Дърамския епископ. През 1986 г. катедралата и замъка са обявени за част от Световното културно наследство от ЮНЕСКО. Комитетът на ЮНЕСКО класифицира катедрала според критерии C (ii) (iv) (vi), докладвайки „Дърамската катедрала е най-големият и съвършен паметник на 'нормански' архитектурен стил в Англия.“
Дърамската катедрала е използвана във филмите Хари Потър като Магьосническата школа Хогуортс, като дигитално е добавена островърха кула отгоре на известните кули. Снимки от интериора на катедралата са използвани във филма от 1998 г. Елизабет.
Архитектурния историк Дан Круикшанк избира катедралата като една от четири сгради за телевизионната поредица на BBC „Най-добрите сгради на Британия“.
През септември 2009 г. катедралата приема първите жени за хористи.

## Архитектура
Въпреки някои черти, които изглеждат предвестници на готическата архитектура от Северна Франция няколко десетилетия по-късно, несъмнено поради работата на норманските зидари, архитектурата на катедралата се счита за романска. Умелата употреба на островърхи арки и ребрен свод позволява да се покрият много по-сложни планове, отколкото дотогава. Подпорите позволяват строежа както на по-високи сгради, така и да се отвори междинните пространства за създаване на по-големи прозорци.
Гробницата на св. Кътбърт е на изток в Хранилището и някога е била внимателно изработен паметник от кремов мрамор и злато. Тя остава място на поклонничество.

## Цитати
| “ | Дърам е едно от великите преживявания в Европа за очите на онези, които ценят архитектурата и за умовете на онези, които разбират архитектурата. Групата от катедрала, замък и манастир на скалата може да се сравни само с Прага и Авиньон.“ | ” |

– сър Николаус Певснер, The Buildings of England
| “ | Дърамската катедрала достигаме несравнимия шедьовър на романската архитектура не само в Англия, но навсякъде. Моментът на влизането доставя архитектурно преживяване, което никога не може да се забрави, едно от най-великите, които Англия може да предложи.“ | ” |

– Алек Клифтън-Тейлър, поредица на BBC „English Towns“
| “ | Аз се спрях на моста и се насладих и чудех на красотата и великолепието на тази сцена... тя беше величествена, многоуважаема и сладка едновременно; никога не съм виждал толкова прекрасна и внушителна гледка, нито пък, след като съм задоволен от нея, ме е грижа да видя по-добра.“ | ” |

– Натаниъл Хоторн, The English Notebooks
| “ | Grey towers of Durham Yet well I love thy mixed and massive piles Half church of God, half castle 'gainst the Scot And long to roam those venerable aisles With records stored of deeds long since forgot." | ” |

– сър Уолтър Скот, Harold the Dauntless, поема за саксонци и викинги, чието действие е в графство Дърам.

## Галерия
- Durham Cathedral and Castle
- The Quire in 1890
- The Galilee Chapel in 1890
- The interior
- West view from the Main Tower
- View from St Margaret's churchyard
- View from South Street
- View from Prebends Bridge
- The Cathedral Cloisters
- The Cathedral at sunset
- From Durham Students' Union
- Cathedral at sunrise
- Durham Cathedral silhouetted against the sunset
- Durham Cathedral from nearby
- The Rose Window in the Chapel of the Nine Altars
- The Nave in 1890.